# História documentada

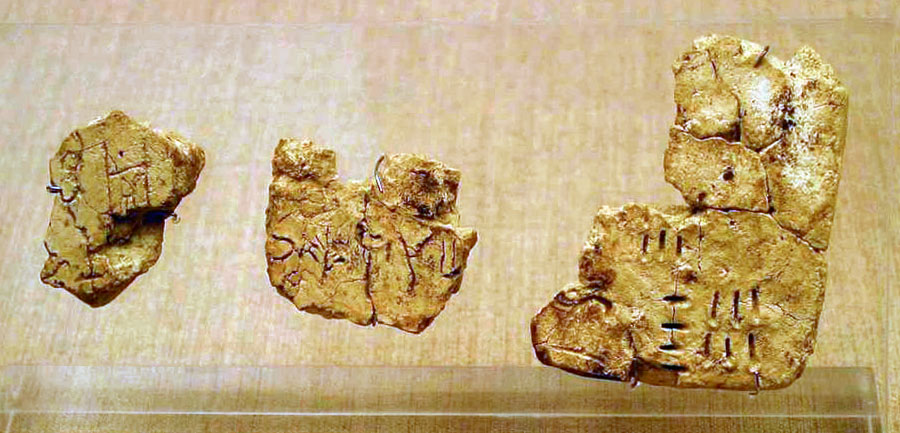
Linear A em tábuas achado em Acrotíri, Santorini

História documentada (chamada também de história gravada) é uma parte da história humana que foi escrita ou recordada através de linguagem.  Começou no quarto milênio antes de cristo, com a invenção da escrita. O período anterior à história documentada é denominado pré-história.
A história documentada se inicia com os contos do mundo antigo por historiadores própria Antiguidade. Embora seja importante ter em conta o viés de cada autor antigo, as suas contas são a base para nossa compreensão do passado antigo. As primeiras cronologias remontam à Mesopotâmia e Egito antigo, embora não escritores históricos destas civilizações eram conhecidos pelo nome. Alguns dos mais notáveis historiadores antigos incluem: Heródoto, Tucídides, Estrabão, Políbio, Manetão (historiografia grega), Zuo Qiuming, Sima Qian (historiografia chinesa), Tito Lívio, Salústio, Plutarco, Tácito, Suetônio (historiografia romana).
Nas sociedades pré-modernas, a poesia épica, mitologia, coleções de lendas, e os textos religiosos foram muitas vezes tratados como fontes de informação histórica, e assim pode-se ver referências a autores como Homero, Vyasa, Valmiki e obras como o Livro Bíblico do Êxodo como fontes históricas, no entanto, os autores desses textos não estavam preocupados com a determinação que aconteceu no passado, mas ao invés disso foram preocupado em criar uma narrativa cultural baseada ou completar a história, e assim o seu testemunho deve ser usado com cautela.
As fontes primárias são em primeira mão, prova escrita, da história feita no momento do evento por alguém que estava presente. Eles foram descritos como os mais próximos de fontes para a origem da informação ou ideia em estudo. Estes tipos de fontes de ter sido dito a prestar aos investigadores "informação direta e imediata sobre o objeto de estudo". As fontes secundárias são relatos escritos da história com base nas evidências provenientes de fontes primárias. Estes são fontes que, geralmente, são contas, obras ou pesquisas que analisam, assimilar, avaliar, interpretar e / ou sintetizar fontes primárias. Fontes terciárias são compilações baseadas em fontes primárias e secundárias. Trata-se de fontes que, em média, não se enquadram nas acima de dois níveis.